# Дивейн, Уильям
Уильям Дивейн (англ. William Devane, род. 5 сентября 1937) — американский актёр, сценарист и режиссёр.

## Биография
Уильям Джозеф Дивейн родился в Олбани, штат Нью-Йорк. После окончания американской Академии драматического искусства в Нью-Йорке он начал выступать в театре. Его дебют на бродвейской сцене в пьесе «Водопой» с Ширли Найт окончился провалом и закрытием представления после премьеры. В 1967 году он дебютировал на экране и в последующие годы снимался как в кино, так и на телевидении.
Дивейн получил первую в карьере номинацию на премию «Эмми» в 1975 году за главную роль в телефильме «Ракеты октября». Он получил ещё одну номинацию на «Эмми» за роль в телефильме «Страх перед судом» год спустя.
Дивейн наиболее известен по роли злодея Грега Самнера в длительном телесериале «Тихая пристань», где он снимался с 1983 по 1993 год. За свою роль он был номинирован на «Золотой глобус» в 1987 году, а также получил три премии журнала «Дайджест мыльных опер». Он также известен по ролям политиков в телесериалах «Западное крыло» и «24 часа».
Дивейн снялся в нескольких десятках кинофильмов, самые известные из которых «Маккейб и миссис Миллер», «Семейный заговор», «Марафонец», «Раскаты грома», «Янки», «Расплата», «Невидимка» и «Космические ковбои». В 2004 году Дивейн появился в 7 сезоне сериала «Звёздные врата: SG-1» в роли нового Президента США.
В 2012 году Дивейн появился в роли Эдварда Грейсона, патриарха семейства Грейсонов в телесериале «Месть» и исполнил небольшую роль президента в фантастическом блокбастере «Тёмный рыцарь: Возрождение легенды».

## Избранная фильмография
| Год       |    | Русское название                                | Оригинальное название                        | Роль                    |
| --------- | -- | ----------------------------------------------- | -------------------------------------------- | ----------------------- |
| 1971      | ф  | Маккейб и миссис Миллер                         | McCabe & Mrs. Miller                         | юрист                   |
| 1973      | с  | Дымок из ствола                                 | Gunsmoke                                     | Мосс Страттон           |
| 1974      | с  | Гавайи 5-O                                      | Hawaii Five-O                                | Фэллон                  |
| 1976      | ф  | Семейный заговор                                | Family Plot                                  | Артур Адамсон           |
| 1976      | ф  | Марафонец                                       | Marathon Man                                 | Питер Джейнуэй          |
| 1977      | ф  | Несносные медведи в перерыве между тренировками | The Bad News Bears in Breaking Training      | Майк Лик                |
| 1977      | ф  | Раскаты грома                                   | Rolling Thunder                              | майор Чарльз Рейн       |
| 1979      | ф  | Во тьме                                         | The Dark                                     | Рой Уорнер / Стив Дюпри |
| 1979      | ф  | Янки                                            | Yanks                                        | Джон                    |
| 1983—1993 | с  | Тихая пристань                                  | Knots Landing                                | Грег Самнер             |
| 1989      | тф | Убийство выпускницы                             | The Preppie Murder                           | Джек Литман             |
| 1993      | тф | Массаж                                          | Rubdown                                      | Гарри Орвитц            |
| 1994      | с  | Лоис и Кларк: Новые приключения Супермена       | Lois & Clark: The New Adventures of Superman | Аль Капоне              |
| 1995      | тф | Ночной дозор                                    | Night Watch                                  | Ник Колдуэлл            |
| 1997      | с  | Прикосновение ангела                            | Touched by an Angel                          | Бенджамен Паркер        |
| 1997—1999 | с  | Завтра наступит сегодня                         | Early Edition                                | Берни Хобсон            |
| 1999      | ф  | Расплата                                        | Payback                                      | Картер                  |
| 2000      | ф  | Космические ковбои                              | Space Cowboys                                | Юджин Дейвис            |
| 2000      | ф  | Невидимка                                       | Hollow Man                                   | доктор Креймер          |
| 2002      | с  | Справедливая Эми                                | Judging Amy                                  | Ричард Маккарти         |
| 2002      | с  | Секретные материалы                             | The X-Files                                  | генерал Марк Сувег      |
| 2003      | с  | Западное крыло                                  | The West Wing                                | Льюис Беррихилл         |
| 2003      | с  | Звёздные врата: SG-1                            | Stargate SG-1                                | президент Генри Хейс    |
| 2005—2014 | с  | 24 часа                                         | 24                                           | Джеймс Хеллер           |
| 2008      | в  | Звёздные врата: Континуум                       | Stargate: Continuum                          | президент Генри Хейс    |
| 2010      | мс | Царь горы                                       | King of the Hill                             | Чак Гаррисон            |
| 2010      | с  | Ясновидец                                       | Psych                                        | Дон Питерс              |
| 2010      | с  | Морская полиция: Спецотдел                      | NCIS                                         | Николас Мейсон          |
| 2012      | с  | Месть                                           | Revenge                                      | Эдвард Грейсон          |
| 2012      | ф  | Тёмный рыцарь: Возрождение легенды              | The Dark Knight Rises                        | президент               |
| 2014      | ф  | Интерстеллар                                    | Interstellar                                 | Уильямс                 |
| 2015—2016 | с  | Гриндер                                         | The Grinder                                  | Дин Сандерсон-старший   |